# 2015年斯圖登卡火車事故
2015年斯圖登卡火車事故，是指發生於2015年7月22日，在捷克摩拉維亞-西里西亞州斯圖登卡的一起事故。當地時間上午7時43分，一輛捷克铁路公司所有，沿著270線行駛，編號512的超級城市號潘多利諾式高速列車，於博胡明至弗朗齊歇克礦泉村間的一處平交道，撞上了一輛卡車，導致3名乘客死亡，17人受傷。
當日，一名波蘭籍的卡車司機，正行經鄰近斯圖登卡火車站的此處平交道。當時平交道已經亮起燈光號誌，也正降下阻擋柵欄，但司機仍不顧警示執意穿越，結果被卡在平交道上；數秒後，編號512的列車高速撞上卡車，拖行距離事故現場約500公尺後才停下，卡車起火燃燒。
司機除了受到驚嚇外安然無恙，後被捷克警察逮捕，被以危害公共安全的罪名起诉，面臨5至10年的刑期，并被法庭确定须在审判受羁押。
2016年2月，位于新伊钦的法庭，判定司机服刑8年零六个月，并在之后10年禁止在捷克领土驾驶车辆。